# Shiloh, Tennessee
Shiloh är ett mindre samhälle i Hardin County i södra Tennessee, USA, cirka 150 kilometer öster om Memphis.
Vid Siloh utkämpades under amerikanska inbördeskriget ett blodigt slag mellan den 6 och 7 april 1862.

Battle of Shiloh av Thure de Thulstrup.